# Rita Thyagarajan
Rita Thyagarajan (nacida el 10 de junio de 1984 en Chennai, Tamil Nadu), conocida simplemente como Rita, es un cantante de playback india, que interpreta temas musicales cantados en tamil, telugu, kannada y malayalam.

## Biografía
Rita nació en Chennai, Tamil Nadu. Ella estuvo expuesta a la música clásica a muy temprana edad y comenzó a asistir a clases de música Carnatic clásica, a la edad de cinco años. Su madre Lalitha Thyagarajan, es una reconocida cantante de playback y de música clásica de Chennai, mientras que su padre trabaja como editor en un periódico indio. Ella comenzó a aprender música clásica indostaní, además tuvo una formación con reconocidos maestros célebres en Chennai. Su hermana también se formó en música carnática clásica y dirige su propio negocio de consultoría de diseño en Chennai. Rita hizo su escolarización en el "P.S.Senior Secondary School" en Mylapore y pasó a hacer su licenciatura de Diseño en el Colegio "Stella Maris", como su madre y su hermana. Asistió a la universidad y descubrió su afición por otros estilos musicales, experimentó con el cine comercial y los estilos occidentales.
Ella también es diseñadora gráfico y visualizadora y cofundadora de un estudio de diseño de profesionales independientes, llamado Utopik.

## Carrera
Rita comenzó su carrera con D. Imman, quien se comunicó con ella después de escuchar su CD demo, de lo que ella había grabado un poco tiempo después en la universidad. Para la película "Aanaiwas", interpretó la primera canción en la que grabó titulada "VadaMapillai" en Villu.  Este tema musical,  fue la ganadora tras ser nominada como la Mejor canción del año en los premios de música de Radio Mirchi. En total ha grabado 300 canciones en distintos idiomas de la India, como también para jingles comerciales.

## Tamil
| Película                              | Canción                         | Director musical   |
| ------------------------------------- | ------------------------------- | ------------------ |
| Aanai                                 | Yendan Varungaala Veetukaaranae | D. Imman           |
| Saravana                              | Unnoda Purushanaaga             | Srikanth Deva      |
| Azhagai Irukkirai Bayamai Irukkiradhu | Ilai Udir Kaalam                | Yuvan Shankar Raja |
| Naalai                                | Azhagiya Dhoorathil             | Karthik Raja       |
| Thiruvilayaadal Aarambam              | Kannukul Aedho                  | D. Imman           |
| Oru Ponnu Oru Paiyan                  | Kalkona Udhattu kaari           | Karthik Raja       |
| Aarya                                 | Jillendra Theeyae               | Mani Sharma        |
| Parattai                              | Engeda Azhagu                   | Yuvan Shankar Raja |
| Maamadhurai                           | Madhurai Madhuraidhaan          | Karthik Raja       |
| Cheena Thaana                         | Morattu Payalae                 | Deva               |
| Malaikkoottai                         | Uyirae Uyirae                   | Mani Sharma        |
| Kalloori                              | June July Maadam                | Joshua Sridhar     |
| Yaradee Nee Mohini                    | Oru naalaikkul                  | Yuvan Shankar      |
| Arasangam                             | Jil Jil Mazhayil                | srikanth Deva      |
| Uliyin Osai                           | Sozha vala naadu                | Ilaiyaraaja        |
| Thala pullai                          | Yedho yedho                     | S A Rajkumar       |
| Magesh, Saranya Matrum Palar          | Vizhiyil vizhiyil               | Vidyasagar         |
| Villu                                 | Vaada Mapilai                   | Devi Sri Prasad    |
| Villu                                 | Jalsa                           | Devi Sri Prasad    |
| Azhagar Malai                         | Muthamma                        | Ilaiyaraaja        |
| Uyarthiru 420                         | Axhagiya Raavana                | Mani Sharma        |
| Karthik Anitha                        | Oh nenje                        | Jack'              |
| Kandasamy                             | Allegra                         | Devi Sri Prasad    |
| Kandasamy                             | Mambo Mamiyaa                   | Devi Sri Prasad    |
| Toranai                               | Pelican Paravaigal              | Mani Sharma        |
| Valmiki                               | Poo sirikkudhu                  | Ilaiyaraaja        |
| Malai malai                           | Anbu manam                      | Mani Sharma        |
| Thiru thiru thuru                     | Thiru thiru vizhiyae            | Mani Sharma        |
| Jaganmohini                           | Poothadhu poovu                 | Ilaiyaraaja        |
| Jaganmohini                           | Ponmanitheril                   | Ilaiyaraaja        |
| Odipolama                             | Ading Ading                     | Ading Ading        |
| Rettaisuzhi                           | Poochaandi                      | Karthik Raja       |
| Guru Sishyan                          | Kadhara Kadhara                 | Dheena             |
| Bhavani IPS                           | Mullai malar mele               | Dheena             |
| Gillida                               | Purushan kattura vayasula       | Devi Sri Prasad    |
| Ambasamudram Ambani                   | Kola kolaya mundirikka          | Karunaas           |
| Madhiya Chennai                       | Unnai patri sonnal              | Ilaiyaraaja        |
| Dhanam                                | Ilamai kanavugal                | Ilaiyaraaja        |
| Aridhu aridhu                         | Missing something               | Thaman             |
| Sura                                  | Siragadikkum nilavu             | Mani Sharma        |
| Odipolama                             | Ading Ading                     | D. Imman           |
| Maasi                                 | Ondi ondi                       | Dheena             |
| Ithanai naala engirindhaai            | Jaalilo jimgana                 | Dheena             |
| Sooran                                | Thappae thappillai              | PB Balaji          |
| Sooran                                | Vaa Maama                       | PB Balaji          |
| Kee Moo                               | Azhagaana pasanga               | Kalaivanan         |
| Sandai                                | October maadathil               | Dheena             |
| Singam puli                           | Kangalal                        | Mani Sharma        |
| Aadu puli                             | Kaadhal google.com              | Sundar C Babu      |
| Thalapulla                            | Ulagathin                       | S A Rajkumar       |
| Thalapulla                            | Edho Edho                       | S A Rajkumar       |
| Vallakottai                           | Sarakku rediyaa                 | Dheena             |
| Kaavalan                              | Pattamboochi                    | Vidyasagar         |
| Ayyan                                 | Sivagami                        | Ilaiyaraaja        |
| Mappillai                             | Love love                       | Mani Sharma        |
| Sabaash seriyaana potti               | Sabaash seriyaana potti         | Thaman             |
| Yuvan                                 | Fashion show                    | Joshua Sridhar     |
| Yuvan                                 | Sollu pecha                     | Joshua Sridhar     |
| Mangaatha                             | Vilayadhu mangatha              | Yuvan Shankar Raja |
| Muran                                 | Andhimandharai                  | Saajan             |
| Uyarthiru 420                         | Azhagiya raavana                | Mani Sharma        |
| Vaagai Sooda Vaa                      | Thaila Kili                     | Gibran             |
| Pesu                                  | Idhayam pesudhey                | Yuvan Shankar Raja |
| Osthi                                 | Unnaley Unnaley                 | Thaman             |
| Sridhar                               | Siruvan Sirumiyai               |                    |
| Mailu                                 | Aadhisokka                      | Ilaiyaraaja        |
| Mailu                                 | Dukkam enna                     | Ilaiyaraaja        |
| Ishtam                                | Dhinakku dhinna                 | Thaman             |
| Mouna guru                            | Yennaidhu                       | Thaman             |
| Mambattiyaan                          | Mambattiyaan                    | Thaman             |
| Mambattiyaan                          | Yedho aagudhey                  | Thaman             |
| Jillunu oru sandhippu                 | Bussey bussey                   | Faisal             |